# Невське (Нестеровський район)
Невське (рос. Невское) — селище Нестеровського району, Калінінградської області Росії. Входить до складу Пригороднього сільського поселення.
Населення —  453 особи (2015 рік). 

## Населення
| 2002 | 2010 |
| ---- | ---- |
| 516  | ↘453 |